# 洛帕兹纳农村居民点
洛帕兹纳农村居民点（俄语：Лопазненское сельское поселение）是俄罗斯联邦布良斯克州苏拉日区所属的一个农村居民点。其下辖有9个居民点，行政中心为洛帕兹纳。据2015年统计，该农村居民点的人口为1567人。